# Russula subsect. Felleinae
Russula subsect. Felleinae ist eine Untersektion aus der Gattung Russula, die innerhalb der Sektion Russula sect. Russula steht.

## Merkmale
Die Untersektion enthält mittlere bis große Arten mit stumpfrandigem Hut. Die Hutfarben sind stumpf, ockergelb bis gräulich düster. Der Hutrand ist glatt und nur im Alter etwas gerieft. Der Stiel ist voll, aber oft weich und zerbrechlich. Der Geruch ist niemals stinkend, die Huthaut niemals schleimig. Das Sporenpulver ist weiß bis cremefarben. Alle Vertreter schmecken scharf.
Membranpigmente sind oft schwer zu ermitteln. Aufgrund von Mikromerkmalen bildet diese Gruppe einen Übergang zu Fragiles und Lilaceae. Alle Arten sind ungenießbar.
- Die Typart ist Russula fellea, der Gallen-Täubling.[1][2]

## Systematik
Romagnesi folgend stellen Singer und Sarnari und die Felleine als Untersektion in die Sektion Ingratae bzw. als Sektion in die Untergattung Ingratula. Bon hingegen stellt das Taxon in die Sektion Russula, da sich die Huthaut deutlich von der in der Sektion Ingratae üblichen unterscheidet. Der Gallen-Täubling als Typart enthält im Gegensatz zu den Vertretern der Ingratae zylindrische, langgestreckte und mehrzellige gloeoplere Pileozystiden. Auch in ihrer Mykorrhiza-Anatomie unterscheiden sie sich deutlich. Diese Einteilung wird auch von molekularen Arbeiten gestützt. Den Zitronentäubling (R. ochroleuca) stellt Bon in die Untersektion Ochroleucinae, lediglich bei Singer verbleibt er in der Untersektion Fellinae.
| Deutscher Artname  | Wissenschaftlicher Artname | Autor              |
| ------------------ | -------------------------- | ------------------ |
| (Zitronentäubling) | (Russula ochroleuca)       | (Pers.) Fr. (1838) |
| Gallen-Täubling    | Russula fellea             | (Fr.) (1838)       |
| Rußgrauer Täubling | Russula consobrina         | (Fr.) Fr. (1838)   |